# Oriska (Dakota Północna)
Oriska – miasto w Stanach Zjednoczonych, w stanie Dakota Północna, w hrabstwie Barnes.